# Assam
Pour les articles homonymes, voir Assam (homonymie).
L'Assam (en assamais : অসম, oxom /ɔ.xɔm/) fait partie des États de l'extrémité Est de l'Inde, au centre de la région du Nord-Est indien. Il a deux frontières internationales avec le Bhoutan et le Bangladesh et des frontières avec l'Arunachal Pradesh, le Nagaland, le Manipur, le Mizoram, le Tripura, le Meghalaya et le Bengale-Occidental.

## Histoire

### Étymologie et dénomination
La vallée du Brahmapoutre est connue sous le nom de Pragjyotisha dans le Mahābhārata. Au Ier siècle, on la dénomme Kāmarūpa. Après la formation d'un royaume par les dynasties de Shan, et de Thaïs, vers 1228, la région est connue à l'époque sous le nom de royaume d'Âhom dérivé du terme Āsām. La forme en sanskrit est Asama et signifie dans cette langue « inégale », « sans paire ». Aujourd'hui, ce royaume est connu sous le nom de royaume de l'Assam. La conquête britannique fait de l'Assam une région du Bengale. Puis, après l'indépendance indienne, l'Assam devient un vaste État incluant d'autres États antérieurs. Le 27 février 2006, le gouvernement de l'État cherche à changer le nom de l'État en Asom, prononciation plus conforme à l'assamais, mais cette action provoque une controverse.

### Préhistoire
On a retrouvé dans la vallée du Brahmapoutre et les collines qui l'entourent, à des altitudes de 460 à 615 mètres, des traces de camps, probablement dans le but d'utiliser de la dolérite pour faire des outils.

### Proto-histoire et légendes
Selon le premier traité historico-religieux paru en Assam vers le IXe ou le Xe siècle, le Kalika-Purâna, le premier roi de la région de Kāmarūpa était Mahiranga, suivi par Hatak, Sambar, Ratna et Ghatak. Naraka, issu de cette dynastie, en établit une autre. Le dernier de la dynastie des Naraka-Bhauma fut tué par Krishna. Un certain Naraka, fils de Bhagadatta, mentionné dans le Mahabharata, a combattu pour les Kauravas dans la bataille de Kurushetra avec une armée de kiratas, de China et d'habitants de la côte est. Plus tard beaucoup de monarques de la région se prétendirent descendants de cet homme.

### Antiquité et Moyen Âge indien

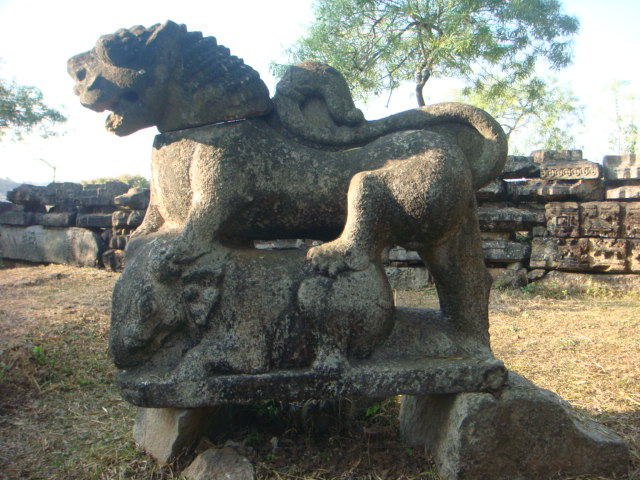
Un féroce lion retrouvé à Madan Kamdev à côté de Baihata Chariali en Assam représentant le puissant Kamarupa-Palas (vers les

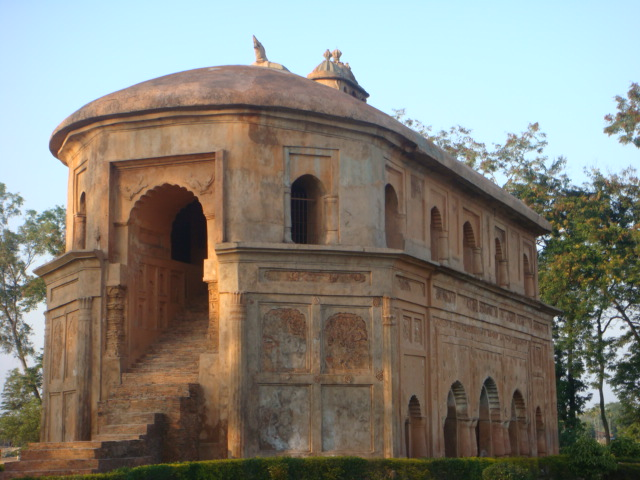
Rang Ghar, un pavillon construit par Pramatta Singha (aussi Sunenpha ; 1744–1751) dans la capitale Ahom Rongpur, aujourd'hui Sivasagar ; le Rang Ghar est un des premiers pavillons de plein air en Asie du Sud-Est

L'ancien Assam, connu sous le nom de Kamarupa, a été dominé par de puissantes dynasties : les Varmanas (vers 350-650), les Salstambhas (Xalostombho, vers 655-900) et les Kamarupa-Palas (vers 900-1100). Durant le règne du roi Varman, Bhaskaravarman (vers 600–650), le voyageur chinois Xuan Zang visita la région et conta ses voyages. Plus tard, après l'affaiblissement et la désintégration (après les Kamarupa-Palas), la tradition Kamarupa perdura jusqu'aux environs de 1255 par les dynasties Lunar I (vers 1120-1185) et les Lunar II (vers 1155-1255).
Du XIIIe au XIXe siècle, l'Assam fut indépendant sous la dynastie Ahom. Les Britanniques y pénétrèrent dans les années 1820, à la suite des guerres contre la Birmanie, et l'annexèrent en 1826. Depuis l'indépendance de l'Inde, les non-hindous des montagnes du Sud ont obtenu la création de trois États autonomes dans le cadre de l'Union indienne, le Nagaland (1963), le Meghalaya (1970) et le Mizoram (1986). La venue en 1971 de nombreux musulmans du Bangladesh a encore aggravé les tensions.

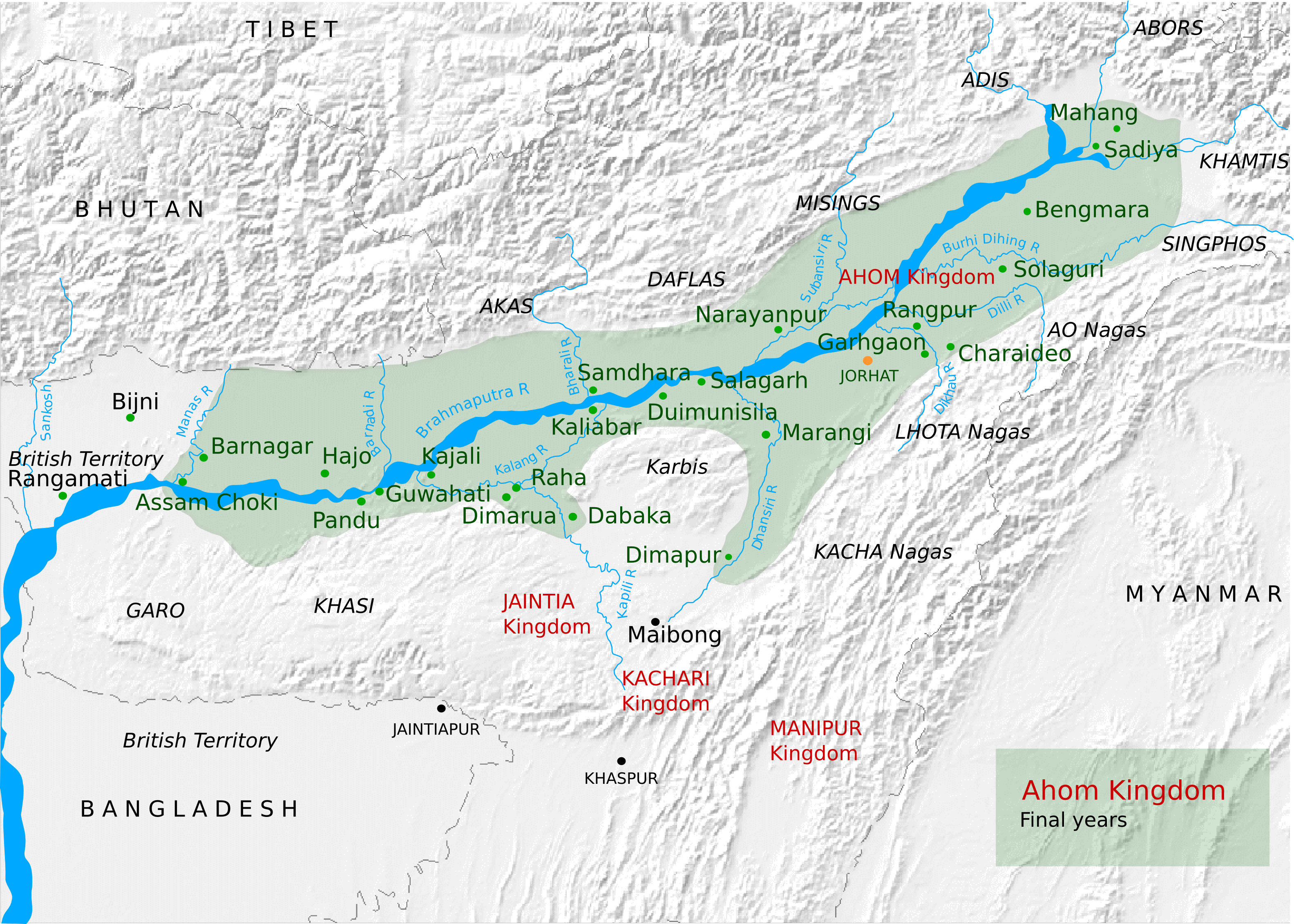
Royaume d'Âhom vers 1826

- Voir aussi : Âhom

### Assam britannique
Les intrigues de palais et les troubles politiques liés à la rébellion de Moamoria vont permettre au royaume expansionniste birman d'Ava d'envahir la province et de placer à sa tête un roi fantoche en 1821. Le pouvoir birman atteignait alors la frontière du territoire géré par la Compagnie anglaise des Indes orientales, provoquant un nouvel afflux de réfugiés vers la zone britannique. Or, les Britanniques désiraient que les Birmans n'ouvrent pas leurs ports aux Français et les pouvoirs locaux appelaient les Britanniques à l'aide à la suite des exactions des Birmans. La première guerre anglo-birmane débute en 1823 et se termine par la victoire des Britanniques et le traité de Yandabo en 1826.
La compagnie prend alors le contrôle du Bas-Assam et un protectorat est mis en place dans le Haut-Assam en 1833. En 1838, Purander Singh est déposé et les Britanniques annexent la région. L'Assam est inclus dans la présidence du Bengale de l'Inde britannique. Dans les années 1850, quelques mouvements populaires réclament un Assam indépendant. En 1905, des difficultés pour la gestion de cette présidence poussent les Britanniques à la séparer en une entité occidentale et une autre orientale, dans laquelle se trouve l'Assam, le Bengale oriental, le Manipur, l'Arunachal Pradesh, le Nagaland, le Meghalaya et le Mizoram. Cette province prend le nom d'Eastern Bengal and Assam (en), avec pour capitale Dhaka, dans l'actuel Bangladesh. Le meurtre en 1911 des agents Noël Williamson et J.D. Gregorson ainsi que des hommes qui les accompagnaient est à l'origine d'une crise diplomatique importante. 
En 1913, une Assemblée législative d'Assam est créée dans sa capitale, qui est alors Shillong. Un conseil législatif est créé en 1937. Les mouvements indépendantistes de la région militent pour la création d'un État séparé ; celui-ci est créé en 1947 après l'indépendance de l'Inde ; la zone dénommée Assam est alors constituée de l'actuel Assam, de l'Arunachal Pradesh, du Nagaland et du Meghalaya, le Manipur et le Mizoram ayant un statut particulier de territoires partiellement indépendants de l'Inde.

### La République

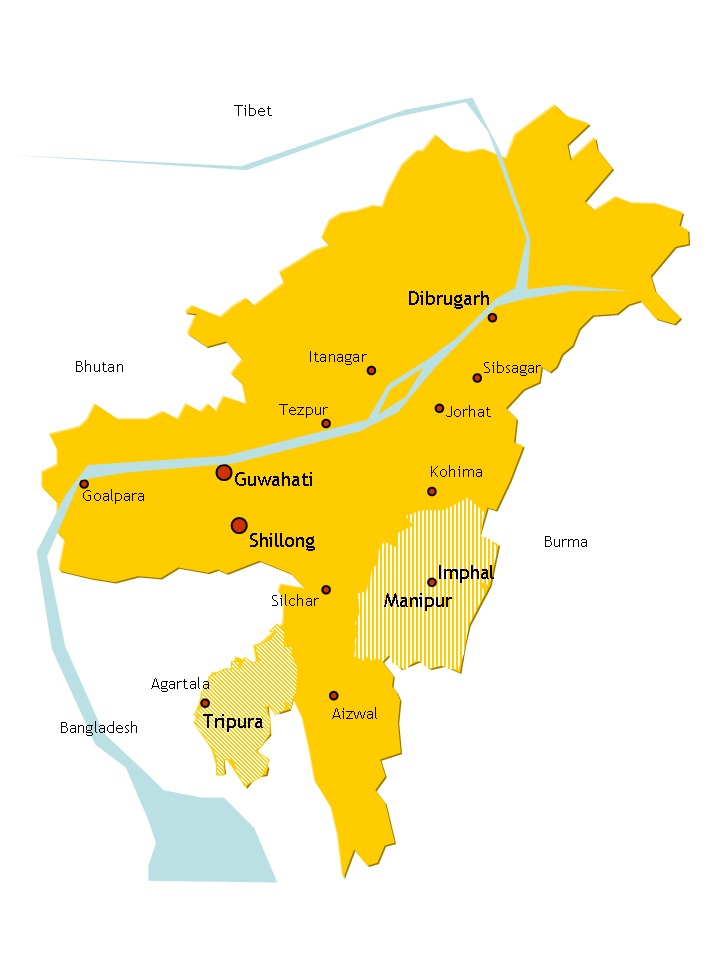
L'Assam des années 1950 constitué du Nagaland, du Meghalaya et du Mizoram qui se sont formés dans les années 1960-1970. L'Arunachal Pradesh n'est devenu un État à part entière qu'après la guerre sino-indienne de 1962.

Depuis 1947, avec l'accroissement des difficultés économiques de la région, des groupes séparatistes se sont formés sur des bases ethniques et demandent l'autonomie. Cela a engendré une fragmentation de l'Assam. En outre, les migrations de populations venues de l'ouest, plus particulièrement du Bengale, depuis le début du XXe siècle s'accélèrent avec la partition des Indes, augmentant la paupérisation et les tensions ethniques. En 1961, le gouvernement de l'Assam promulgue une loi rendant l'usage de l'assamais obligatoire ; celle-ci a dû être retirée sous la pression des habitants du Cachar, bengalophone. 1960 voit aussi la naissance du mouvement qui allait aboutir pour des raisons similaires à l'autonomie puis à la séparation des districts des Collines, ceux des Khasi et des Garo, devenus le Meghalaya en 1972. Les années 1980 ont connu des révoltes nommées Agitation de l'Assam à la suite de la découverte d'une augmentation brutale des électeurs inscrits sur les listes électorales. Certains partis politiques ont joué la carte de la peur de la forte augmentation de population bangladeshi, obligeant l'intervention du gouvernement fédéral. La crise se résoudra après six ans, avec les Assam accord.
Dans les années 1970, des rébellions armées de groupes séparatistes comme l'United Liberation Front of Asom et le National Democratic Front of Bodoland apparaissent. À partir de novembre 1990, le gouvernement indien mobilise l'armée indienne. Sur plus d'une décennie, des accrochages militaires de faible intensité accompagnés de quelques homicides politiques secouent l'État. Dans les années 2000, des partis sur base ethnique sont nés, les UPDS, DHD, KLO, HPCD, etc. une autonomie régionale a été accordée pour les Bodo avec le Domaine du Conseil Territorial du Bodoland et pour les Karbi dans le district du Karbi Anglong. Ces deux régions disposent en effet d'une forte identité culturelle et d'un retard de développement certain.
La capitale, Shillong, a été transférée à Dispur, aujourd'hui banlieue de Guwahati.
Récemment, durant l'été 2012, l'Assam s'est « embrasé » par les conflits ethniques violents et meurtriers entre les populations bodos hindoues et les bengalis musulmans dans les districts occidentaux de Dhubri, Kokrajhar et Bongaigaon (Chirang). Ce conflit a fait environ 70 morts et des milliers de déplacés, mais a également créé un regain de tension sur l'ensemble du territoire indien, à la suite de menaces d'attentats terroristes envoyées par SMS par les extrémistes musulmans, qui menacent d'assassinat et de viol les assamais vivants hors d'Assam.
Ces menaces soutenues par le groupe djihadiste pakistanais du Lashkar-e-Toiba et l'ISI (service de renseignement pakistanais), vont provoquer un déplacement sans précédent des communautés assamaises des villes de Bangalore, Chennai, Hyderabad, Bombay, Calcutta. Durant cette période, les trains et les vols à destination de l'Assam furent pris d'assaut. Cependant, la fuite des communautés immigrées vers leurs terres natales avait été beaucoup affectée par de nombreux faits divers où des djihadistes ainsi que des sympathisants de la cause islamiste jetèrent des trains des personnes d’ethnie assamaise.
Le calme revient dans la région deux mois après en septembre. Après cette longue période, les médias commencent de plus en plus à montrer du doigt le gouvernement de Manmohan Singh qui a longtemps fermé les yeux sur les problèmes frontaliers avec le Bangladesh. En effet, la frontière indo-bangladaise est très peu surveillée depuis la création du Bangladesh, ce qui a facilité l'arrivée massive de clandestins bangladais, mais a aussi facilité l'implantation de trafics illégaux de drogues, de bétails, d'armes.
Le gouvernement a également démantelé une branche terroriste islamiste bangladaise qui a réussi à s'introduire en Inde via cette frontière. À la suite de ces conflits, la population locale a voté avec une extrême majorité pour le parti politique BJP lors des élections législatives de 2014.
Un différend frontalier oppose l’Assam au Mizoram. Début août 2021, des affrontements par balles entre policiers des deux États font plusieurs morts et des dizaines de blessés.

## Géographie

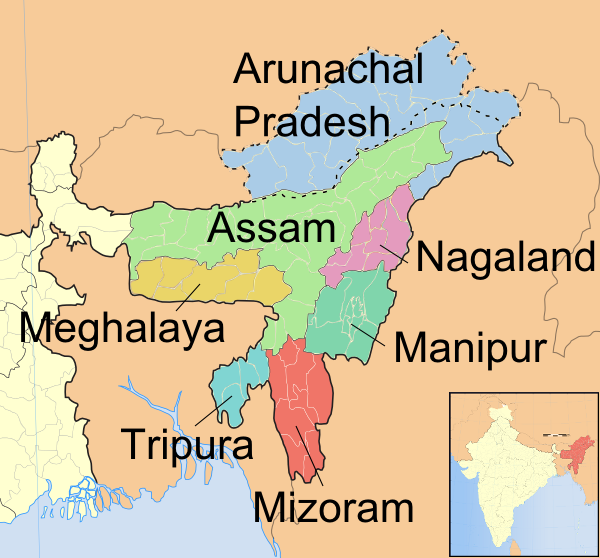
Carte des sept États du Nord-Est.

### Géographie physique
L'Assam est situé dans la vallée du Brahmapoutre en forme de « Y » couché, entre l'Himalaya au nord et divers massifs montagneux au sud. Outre la plaine alluviale de 80 à 100 km de large, l'Assam actuel s'étend sur les contreforts de l'Himalaya, on y trouve de petits massifs montagneux très érodés, les Mikir Hills ou les Cachar Hills. Au sud, la Barak, issue du Barail coule dans la vallée du Cachar qui mesure de 40 à 50 km de large. L'Assam a un réseau hydrologique important, en sus du Brahmapoutre large de 16 km à certains endroits, ce fleuve reçoit de nombreux affluents. Le Brahmapoutre inonde régulièrement ses berges.
L'Assam est au cœur de la région du Nord-Est indien, le seul État de la région à ne pas avoir de frontière commune avec l'Assam est le Sikkim, qui n'en a d'ailleurs pas avec les autres non plus.

### Ressources naturelles
Le sous-sol de l'Assam détient du pétrole, du gaz naturel, du charbon, du calcaire et d'autres minéraux mineurs tels que du quartzite magnétique, du kaolin, de la sillimanite, de l'argile et du feldspath. Une petite quantité de minerai de fer est présent dans les districts occidentaux. Les réserves d'hydrocarbures, toutes découvertes en 1889, se situent dans les parties les plus hautes de l'État.
Selon une estimation de 2004 de l'United States Geological Survey, les sous-sols de l'Assam contiennent une réserve de 399 millions de barils de pétrole (soit 63 400 000 m3), 33 400 000 000 m3 de gaz et 10 700 000 m3 de gaz naturel liquéfié.

### Catastrophes naturelles
La région est sujette aux catastrophes naturelles avec des crues annuelles, de fréquents et légers tremblements de terre. Les forts tremblements de terre sont rares, seulement trois d'entre eux ont été enregistrés depuis 200 ans, en 1869, 1897 (8,1 sur l'échelle de Richter) et en 1950 (8,7), le séisme de 1950 en Assam et au Tibet.
En 2012, les inondations dues à la mousson ont forcé 6,9 millions de personnes à quitter leur maison.
Le 27 mai 2020, une fuite de gaz et de pétrole provoque la mort de trois personnes et nécessite l'évacuation de milliers de personnes.

### Climat
Le climat de l'Assam est subtropical avec mousson.

### Environnement
Aux confins nord-est du pays, l'Assam n'est rattaché à l'Inde que par une étroite bande de terre (22 km de large), le Corridor de Siliguri. Voisinant avec les rizières, les plantations de thé tapissent toujours ses campagnes. Au XIXe siècle, les Britanniques transformèrent la région en « grenier à thé », au prix de défrichages dantesques.

### Gestion de la nature
| Kaziranga Manas Orang Nameri Dibru-Saikhowa |

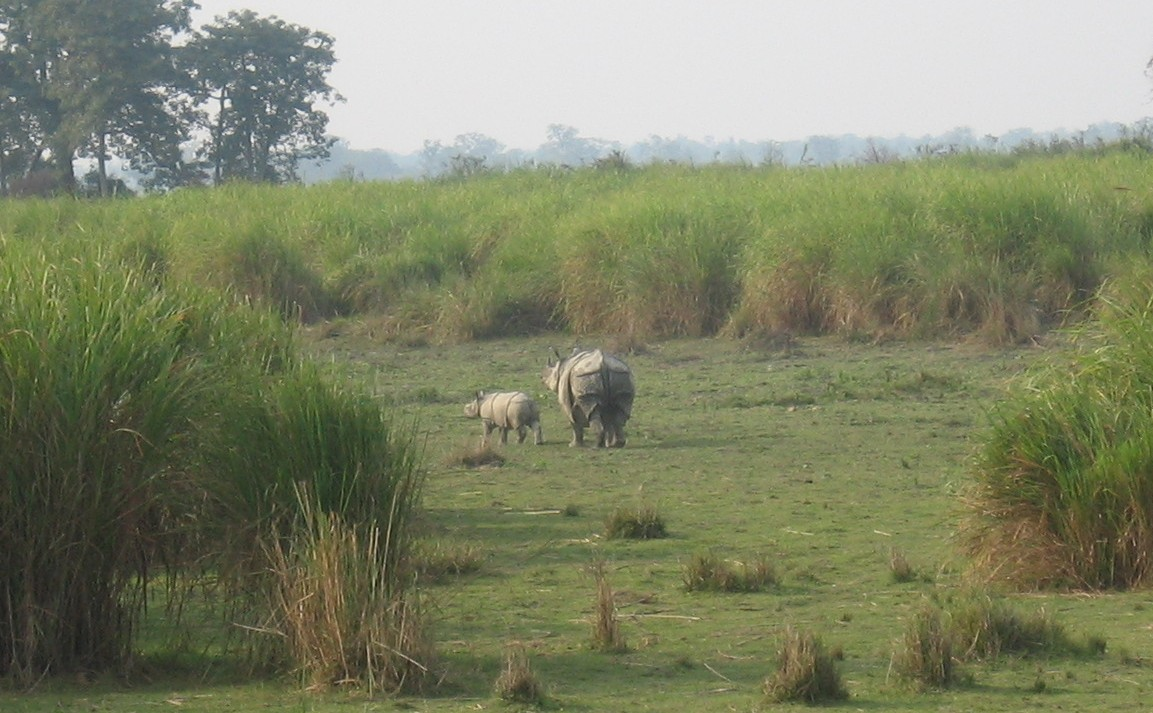
Mère Rhinoceros et son petit dans le Parc national de Kaziranga.

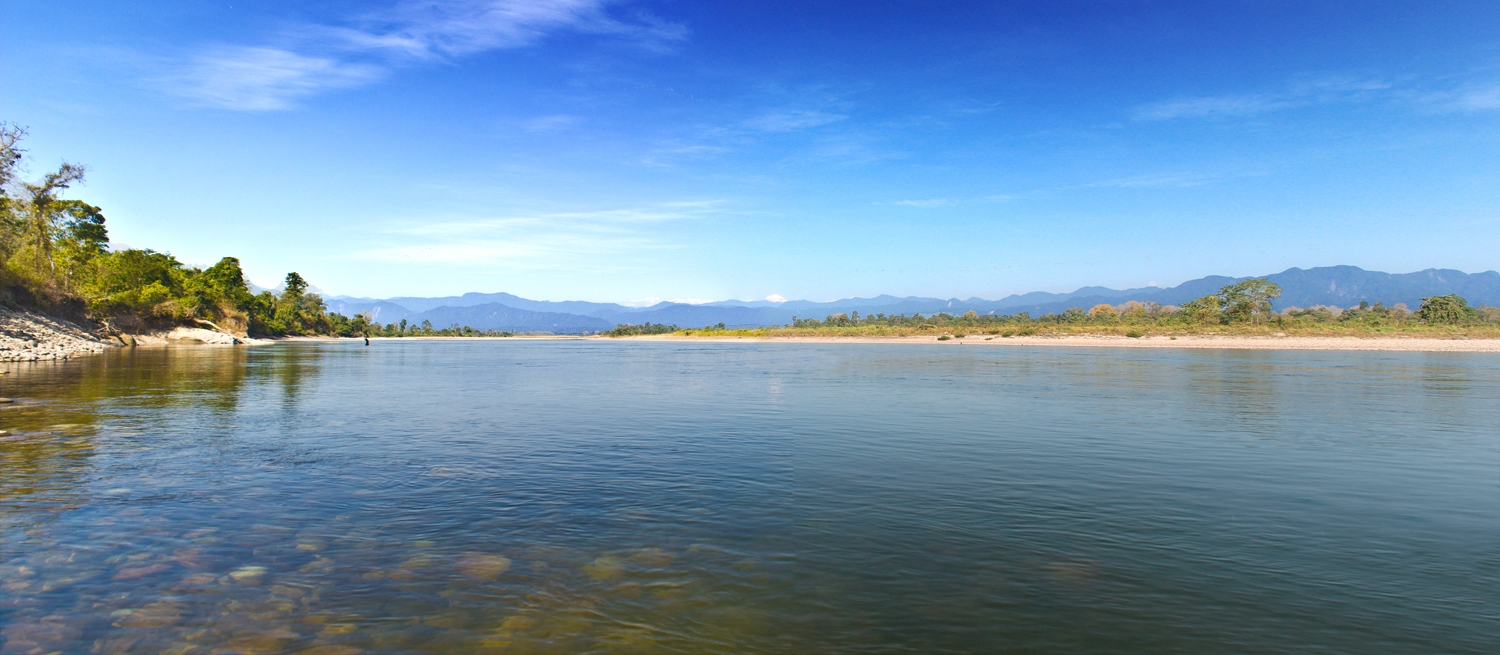
Parc national de Nameri.

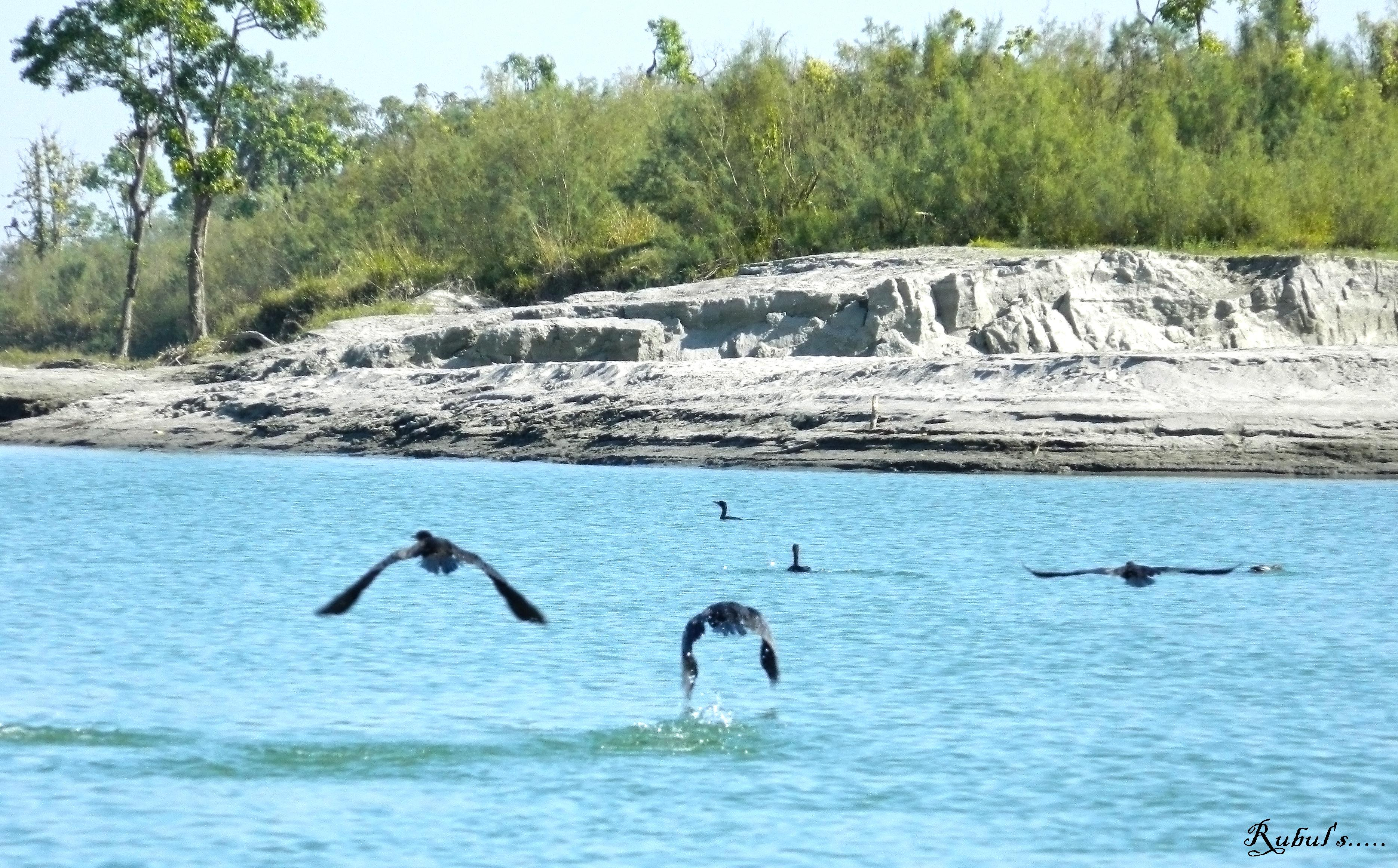
Parc national de Dibru-Saikhowa.

Quelques zones protégées de l'Assam et de la région
Parc
Sanctuaire & forêts

L'Assam compte plusieurs parcs nationaux :
- Parc national de Kaziranga, env. 900 km2
- Parc national de Manas, 500 km2
- Parc national de Dibru-Saikhowa, 340 km2
- Parc national de Nameri, 200 km2
- Parc national d'Orang, 79 km2

L'Assam compte plusieurs sanctuaires :
- Sonai Rupai Sanctuary, 175 km2
- Laokhowa Wildlife Sanctuary, 70 km2
- Pabha Wildlife Sanctuary, 49 km2
- Dipor Beel, 40 km2
- Pobitora Wildlife Sanctuary, 39 km2
- Barnadi Wildlife Sanctuary, 27 km2
- Garampani Wildlife Sanctuary

## Économie
Bien que disposant d’abondantes ressources naturelles, l’Assam accuse un retard économique certain. Près d’un quart du pétrole consommé en Inde provient de cet État, en retrait par rapport au reste du pays. La croissance indienne était en effet de 6 % par an de 1981 à 2000 quand celle de l’Assam était de seulement 3,3 % en moyenne. Lors du sixième plan quinquennal (1980-1985), la croissance a même été négative (-3,78 %).
Cependant, l’économie assamaise montre des signes d’amélioration, avec une croissance d’environ 5 % au début des années 2000. En 2004, le PIB de l’État était estimé à 13 milliards de dollars.
D'importantes difficultés persistent : deux millions de paysans sont sans terre et le taux de chômage est de 15 %.

### Agriculture

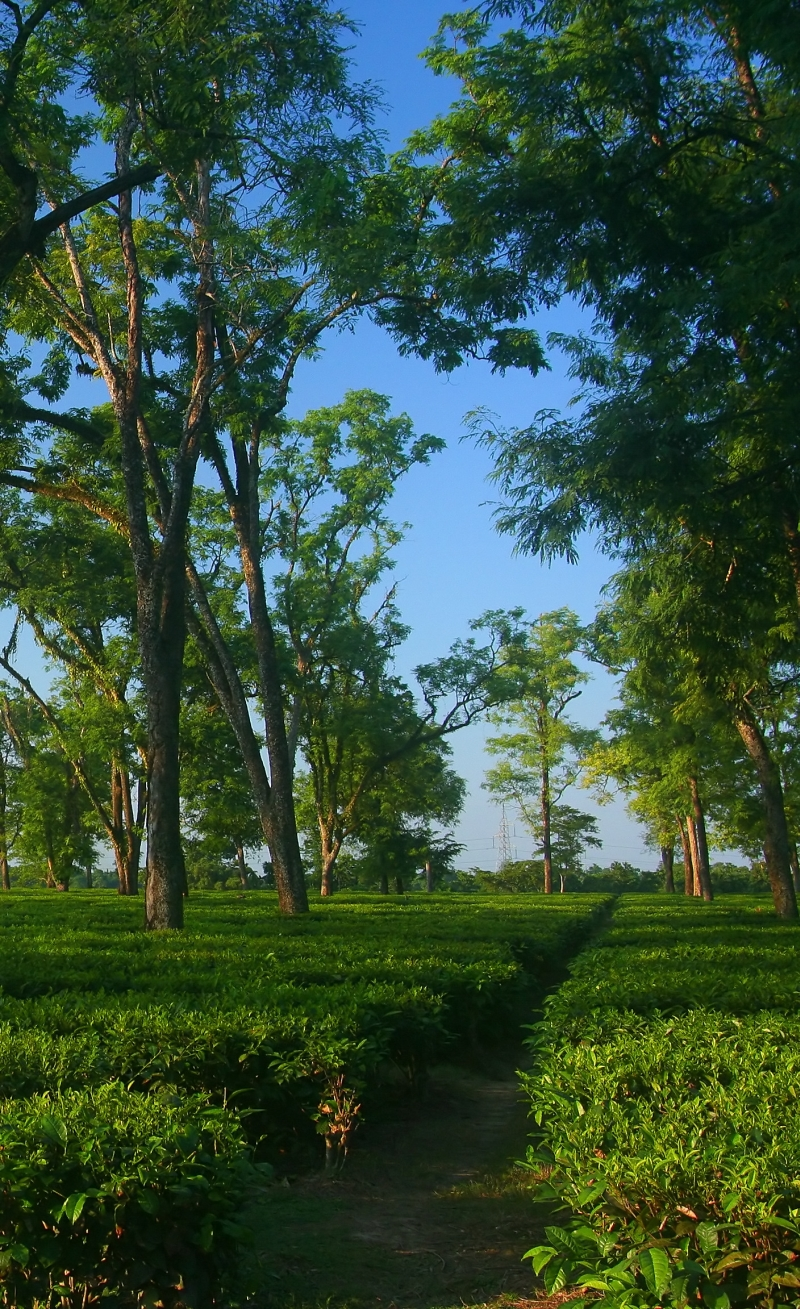
Plantation de thé.

L'agriculture contribue au tiers des revenus de l'économie et emploie 70 % de la population. On y cultive du riz, du colza, des graines de moutarde, des jutes, des pommes de terre et autres patates douces. La région est également exportatrice de bananes, de papayes, de noix d'arec, de cannes à sucre et de curcuma. L'Assam produit également sa propre variété de thé (Camellia assamica), très raffinée et parmi les plus chères au monde. L'agriculture reste encore peu modernisée avec de faibles rendements. En 2000, le rendement du riz était de 1 531 kg par hectare contre 1 927 kg par hectare pour le reste de l'Inde (chiffre à comparer aux 9 283 kg/hectare de l'Égypte ou aux 6 131 kg/hectare de la Chine).
L'Assam connait un vaste mouvement de grève en 2020 : plusieurs centaines de milliers de cueilleurs de thé réclament un salaire journalier de 4,50 euros, contre alors 2 euros en moyenne. Issus des basses castes, les  cueilleurs de thé sont souvent exploités. Les patrons déduisent généralement les frais de garde d’enfants ou de logement du salaire déjà très faibles de ces travailleurs.

### Emploi
Le chômage est l'un des problèmes majeurs de l'Assam, qui est causé par la surpopulation et par un système éducatif inadapté.
Chaque année de très nombreux étudiants obtiennent des diplômes de l’enseignement supérieur mais la plupart deviennent chômeurs car le nombre d'emplois ne suit pas,.
De nombreux employeurs recrutent des candidats sur-diplômés ou des candidats qualifiés mais sous-diplômés.
Le problème est exacerbé par l'augmentation du nombre d'instituts techniques en Assam qui font croître le nombre de chômeurs.
De nombreux demandeurs d'emploi ne sont pas retenus dans les secteurs comme celui du transport ferroviaire ou d'Oil India à cause du recrutement à ces postes de candidats venant d'ailleurs,.
La réduction du chômage est menacée par l'immigration illégale venant du Bangladesh qui augmente la capacité de travail sans augmenter le nombre d'emplois.
Les immigrants sont en compétition avec les travailleurs locaux pour les travaux à bas salaire en particulier dans les domaines de la construction, des domestiques, des pousseurs de rickshaw et des marchands de légumes,.
Le gouvernement de l'Assam a renvoyé des illégaux mais l'immigration dépasse le nombre de personnes refoulées,.

## Population
L'Assam comptait 31 169 272 habitants d'après le recensement de 2011, soit une augmentation de 16,93 % par rapport à 2001 (26 655 528 habitants). La population est estimée à près de 35 millions en 2020. 85,92 % de la population est rurale et 14,08 % urbaine. Le taux d'alphabétisation est de 71,19 %.
Le gouvernement nationaliste de Narendra Modi entreprend à partir de 2018 de déchoir de la nationalité indienne les personnes qui ne peuvent prouver que leurs ancêtres étaient présents en Inde avant le 24 mars 1971. Dans l’État de l'Assam, quatre millions de personnes sont subitement devenues apatrides en 2018, et deux millions de plus en 2019. Deux millions sont par la suite réintégrées,.
La construction de plus d'une dizaine de camps de détentions est en projet pour rassembler les personnes devenues apatrides. Le Bangladesh voisin, d'où les personnes ayant perdu leur nationalité sont censées être originaires, a indiqué qu'il n'accepterait de recevoir ces « migrants » que si la preuve de leur nationalité bangladaise était apportée. En attendant, les exclus — hommes, femmes et enfants — seront placés en détention provisoire. Pourtant, cette preuve semble dans la plupart des cas impossible à fournir, et les détentions pourraient donc être définitives. Les autorités conduisent des opérations de destruction des habitations de paysans sans terre musulmans, soupçonnés d’être des migrants, faisant des morts et laissant de nombreuses personnes sans abris.

### Groupes ethniques
L'Assam est une mosaïque ethnique. L'appartenance aux groupes bengalis et assamais se fait en fonction de la langue, les autres groupes, plus petits, ont gardé une forte identité culturelle propre qui les différencie
.
- Assamais : plus de 15 millions
- Bengalis, où la langue est majoritairement parlée dans les districts du sud-ouest, Dima Hasao, Cachar, Hailakandi et Karimganj
- Bhojpuri
- Bodo
- Karbi, dans le district de Karbi Anglong
- Chakma
- Khyang ou Chin
- Garo.

### Langues
Les différentes communautés parlent 44 langues principales dont les trois groupes linguistiques majeurs sont : Austroasiatique (5), Sino-Tibetain (24) and Indo-Européen (12).
Les langues principales de l'Assam en 2001 sont,,:

Assam : religion majoritaire ou première religion par sous district selon le recensement indien de 2011.

| Langue       | Pourcentage |
| ------------ | ----------- |
| Assamais     | 48.8        |
| Bengali      | 27.5        |
| Bodo         | 4.8         |
| Hindi        | 5.88        |
| Népalais     | 2.12        |
| Miching (en) | 1.9         |
| Karbi        | 1.5         |
| autres       | 8.5         |

### Religions
La plupart des Assamais sont de religion hindouiste (64,9 %) et musulmane (30,9 %). On a aussi des chrétiens (3,7 %) ainsi que des sikhs, animistes et des bouddhistes (communautés de Khamti, Phake, Aito...). De nombreux Musulmans sont des descendants de réfugiés migrants Bengalis originaires du Bangladesh, et qui sont arrivés dans l'état Indien de l'Assam, en 1970 et 1971, aux suites de la guerre d'Indépendance du Bangladesh. 
Répartition par culte:
- Hindouisme (61,46 %)
- Islam (34,22 %)
- Christianisme (3,73 %)
- Bouddhisme (0,17 %)
- Jainisme (0,08 %)
- Sikhisme (0,06 %)
- autres (0,3 %)

## Administration et politique

### Résultat des élections législatives de 2011
Le résultat des élections législatives de 2011 est le suivant:
| Parti                                     | Sièges |
| ----------------------------------------- | ------ |
| Congrès national indien (INC)             | 78     |
| All India United Democratic Front (AIUDF) | 18     |
| Bodoland People’s Front (BPF)             | 12     |
| Asom Gana Parishad (AGP)                  | 10     |
| Bharatiya Janata Party (BJP)              | 5      |
| All India Trinamool Congress (AITC)       | 1      |
| Unabhängige                               | 2      |
| Total                                     | 126    |

### Villes principales

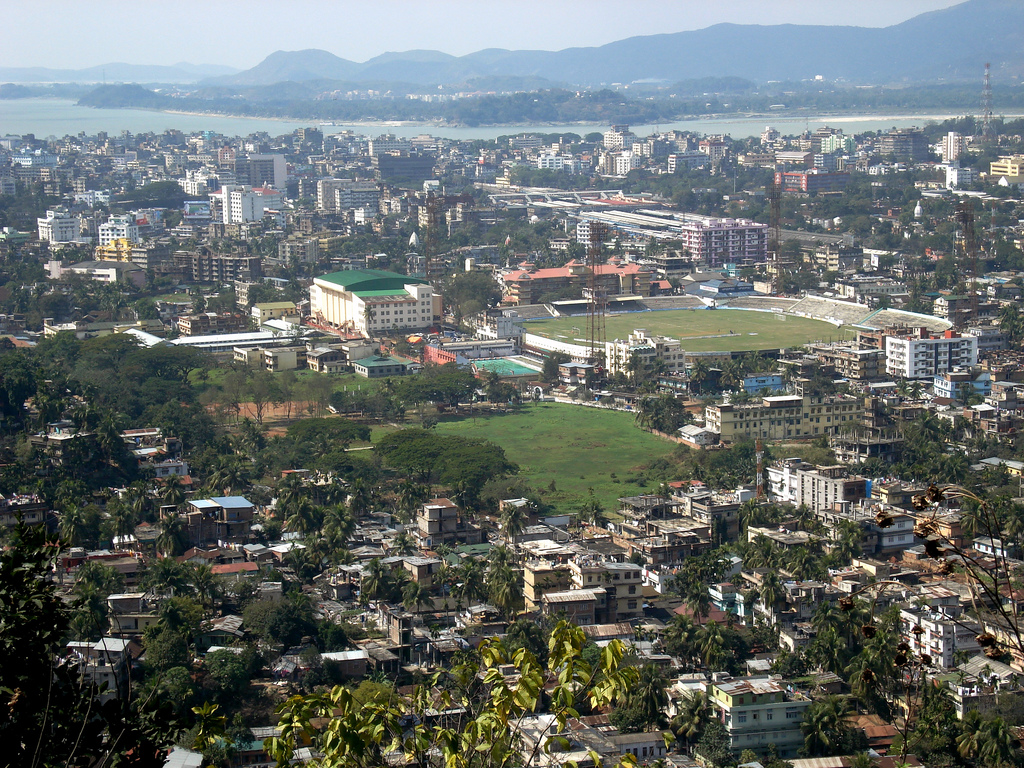
La ville de Guwahati.

|    | Ville           | Habitants |
| -- | --------------- | --------- |
| 1  | Guwahati        | 808.021   |
| 2  | Silchar         | 142.393   |
| 3  | Dibrugarh       | 122.523   |
| 4  | Nagaon          | 107.471   |
| 5  | Tinsukia        | 85.519    |
| 6  | Jorhat          | 66.450    |
| 7  | Dhubri          | 63.965    |
| 8  | Bongaigaon      | 60.550    |
| 9  | Tezpur          | 58.240    |
| 10 | Sivasagar       | 54.482    |
| 11 | North Lakhimpur | 54.262    |
| 12 | Karimganj       | 52.316    |
| 13 | Diphu           | 52.062    |
| 14 | Goalpara        | 48.911    |

### Découpage administratif
| 1 District de Tinsukia 2 District de Dibrugarh 3 District de Sivasagar 4 District de Dhemaji 5 District de Jorhat 6 District de Lakhimpur 7 District de Golaghat 8 District de Sonitpur 9 District de Karbi Anglong 10 District de Nagaon 11 District de Marigaon 12 District de Darrang 13 District de Kamrup Rural | 14 District de Nalbari 15 Barpeta 16 Bongaigaon 17 District de Goalpara 18 District de Kokrajhar 19 District de Dhubri 20 District de North Cachar Hills 21 Cachar 22 District de Hailakandi 23 District de Karimganj 24 District de Kamrup Metropolitan 25 Baksa 26 District de Udalguri 27 District de Chirang |

La capitale de l'État est Dispur.

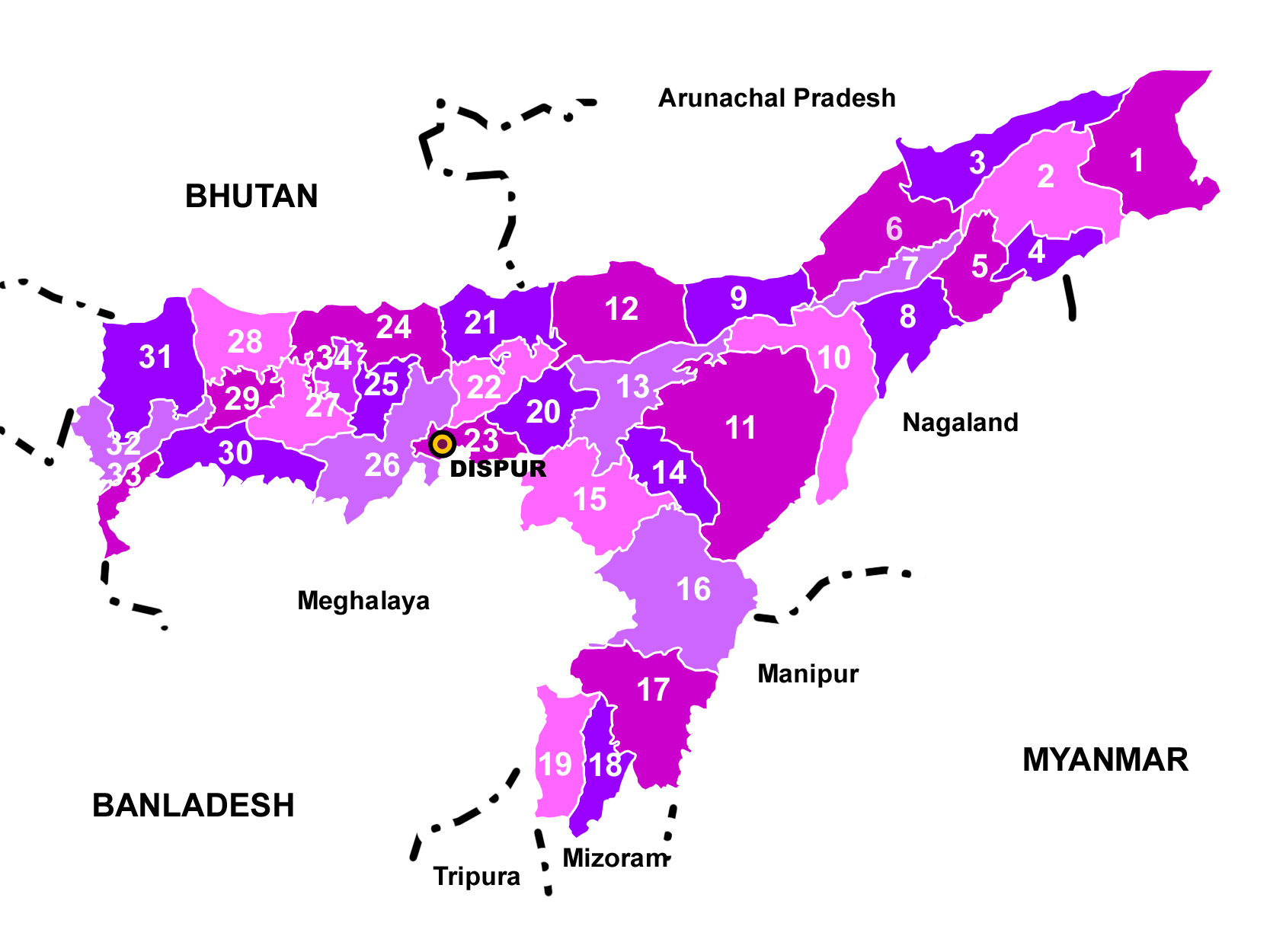

L'Assam compte en 2015 trente-deux districts.

## Culture

### Art
L'Assam est connu pour les peintures miniatures dans les manuscrits du XVIe au XIXe siècle, financé par les monastères ("les Sattras") ou les rois du peuple Âhom. 

Les manuscrits religieux sur les contes de Bhagavata, Puranas, Ramayana, Mahabharata et les épics étaient ainsi illustrés avec des miniatures.
Depuis des années 1930 des artistes contemporains ont repris le style miniature sur leurs toiles.

### Universités
- Université de Kaziranga, Jorhat
- Université de l'Assam (en), Silchar,
- Université de Gauhati (en), Guwahati[29],
- Université de Tezpur (en), Tezpur[30],
- Université d'agriculture de l'Assam, Jorhat,
- Université de Dibrugarh (en), Dibrugarh[31],
- Institut national de technologie de Silchar (en), Silchar,
- Université Don Bosco de l'Assam (en), Guwahati[32],
- Université du centre-ville de l'Assam (en), Guwahati[33],
- Université féminine de l'Assam (en), Jorhat[34],
- Université de Bodoland (en), Kokrajhar (en)[35],
- Institut indien des statistiques de Tezpur, Tezpur,
- Université de droit de l'Assam (en), Guwahati,

## Galerie

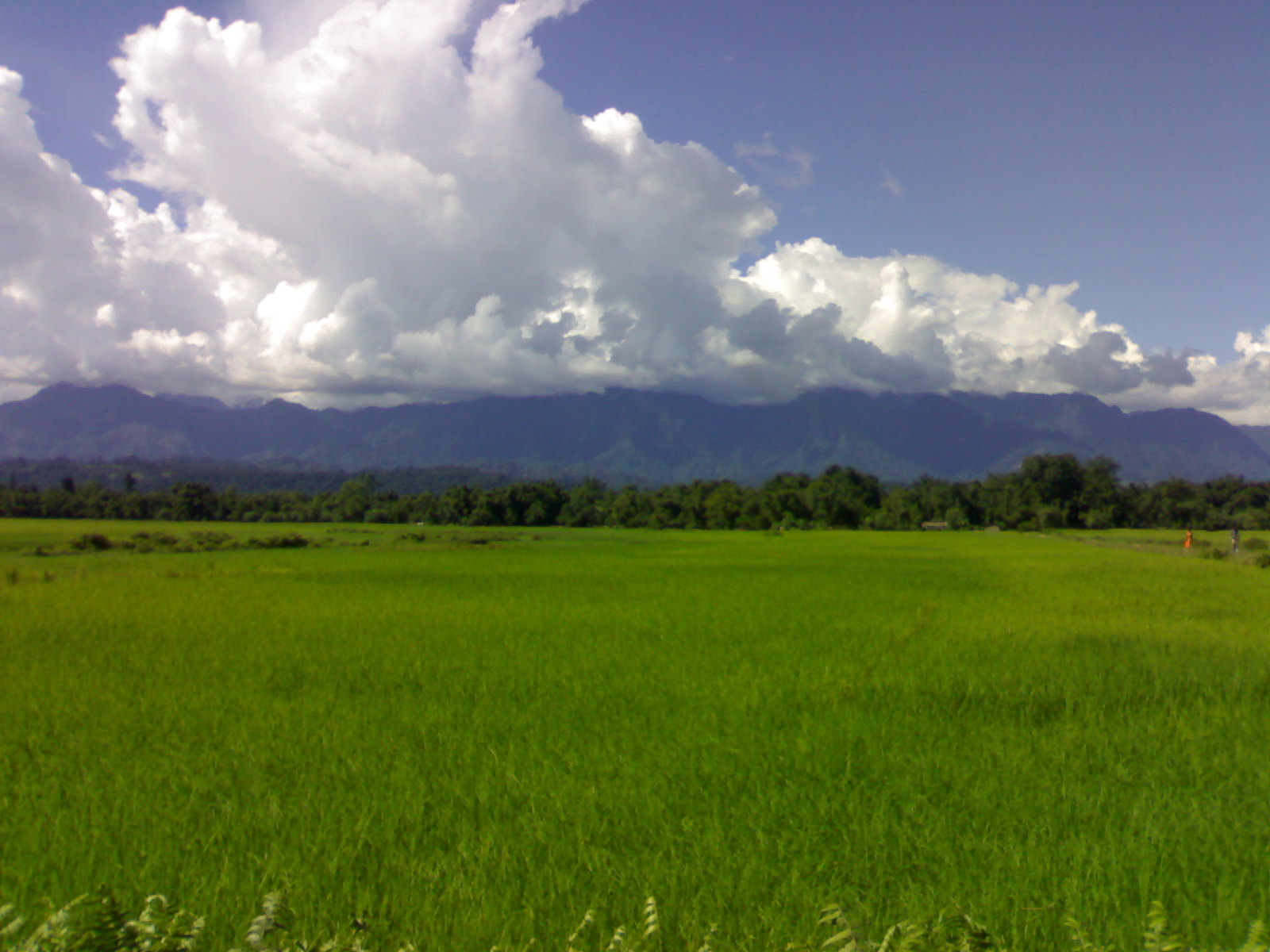
Comme dans la plupart des régions allant de l'Inde du Sud aux confins du Nord-Est de l'Inde, le riz est en Assam la céréale reine.
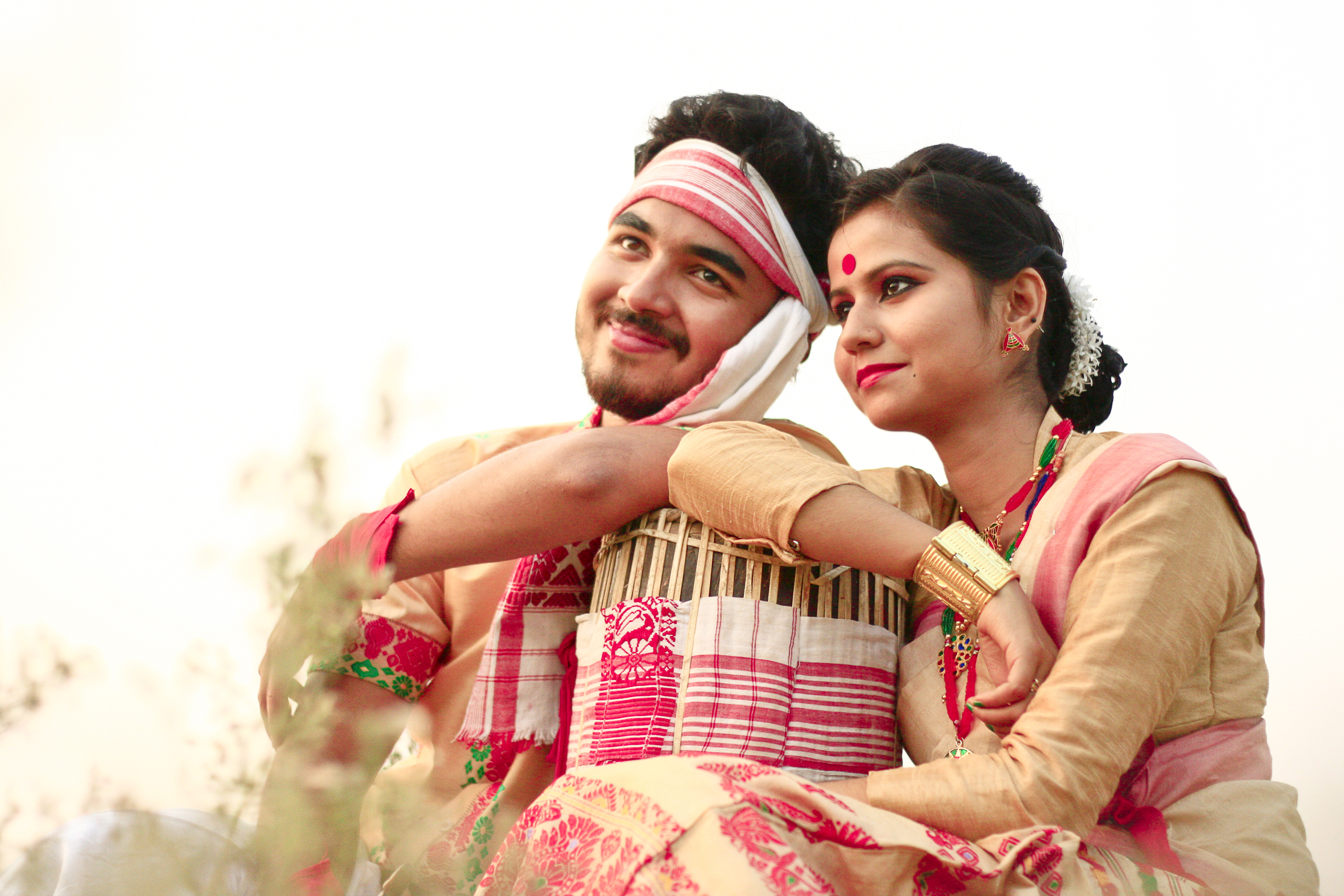
Bihu est la principale fête typique de la vallée, c'est une version locale de la célébration indienne de Makar Sankranti.
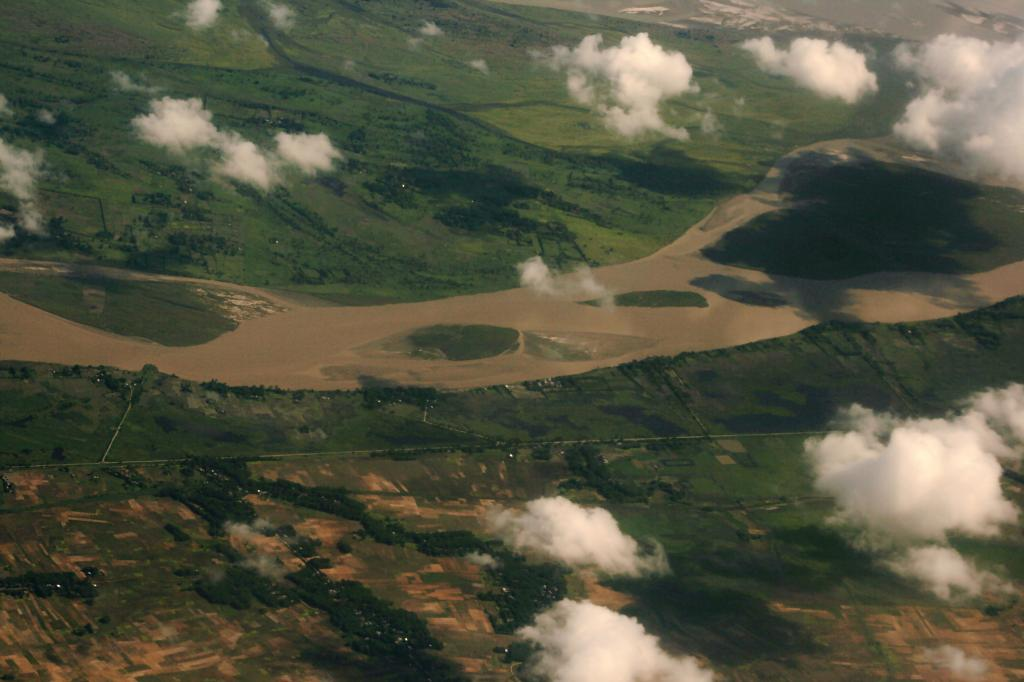
La vallée d'Assam est creusée par l'imposant Brahmapoutre. La vie est encore aujourd'hui largement régie par les caprices du fleuve.
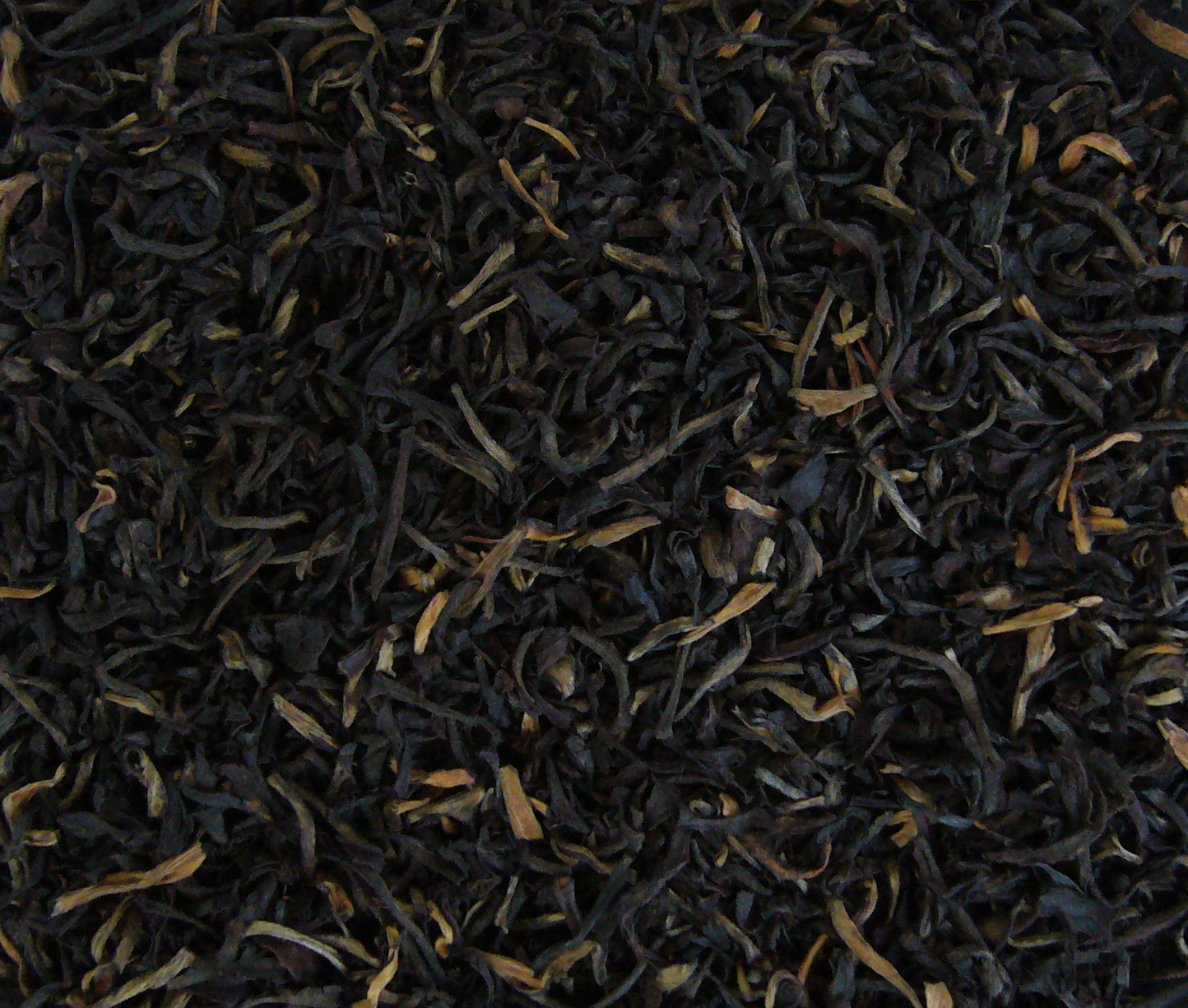
Le thé noir contribue largement au renom international de l'État.
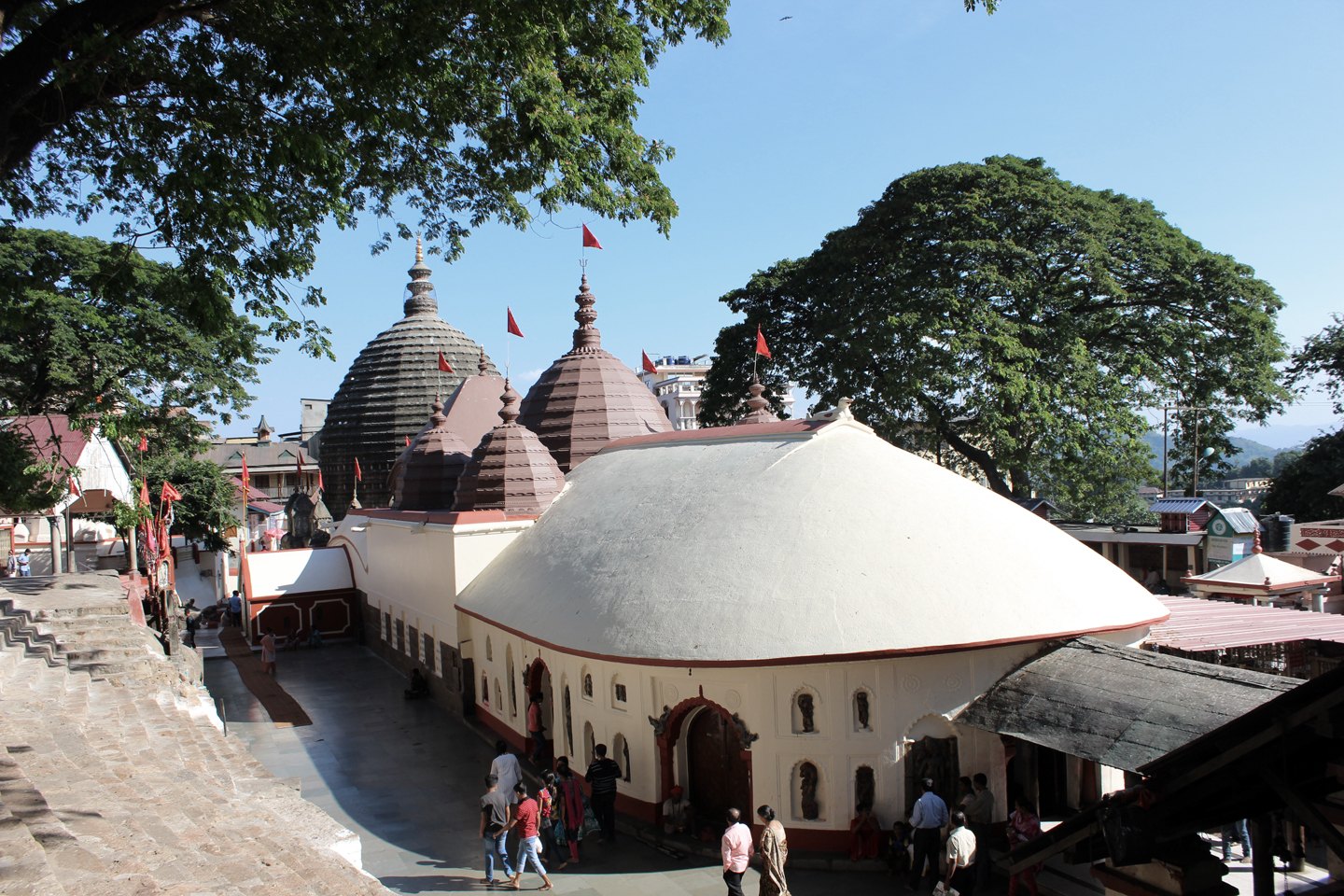
Le temple de Kamakhya, dédié à la déesse Shakti est le principal centre de pèlerinage de la région. Le tantrisme est très pratiqué parmi la population ethnique assamaise.
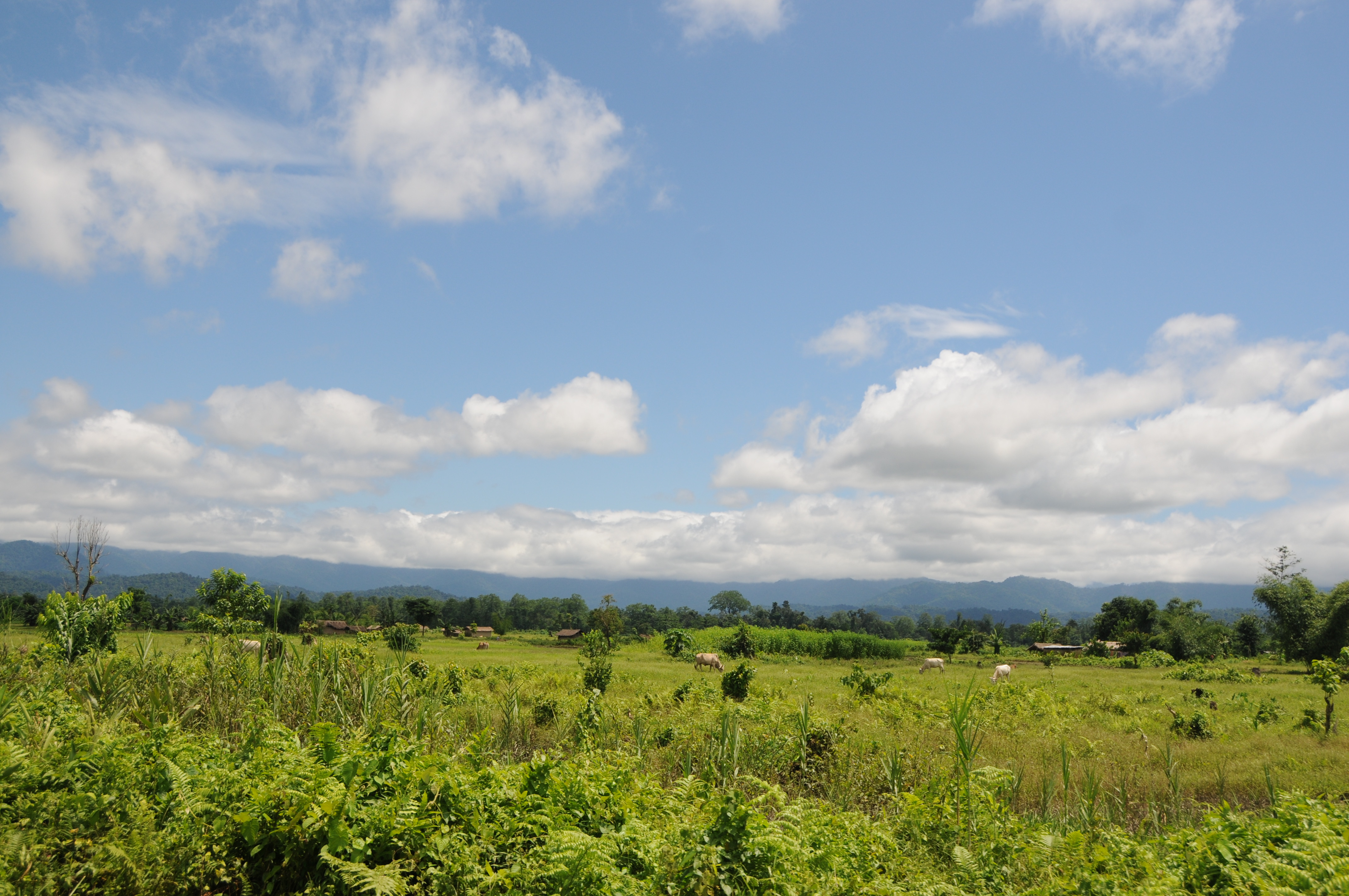
Prés du village de Sonitpur. L'agriculture et l'élevage sont l'occupation d'une grande majorité des habitants de cette vallée très fertile.
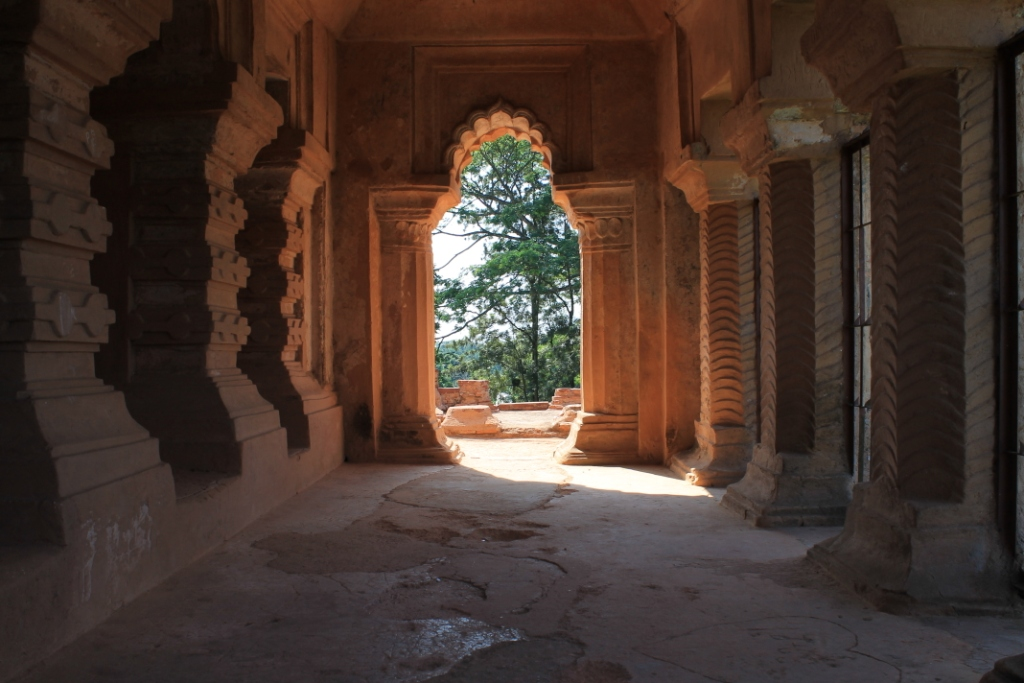
Couloir dans l'enceinte du palais des rois Ahoms à Sivasagar, ancienne capitale de la région.
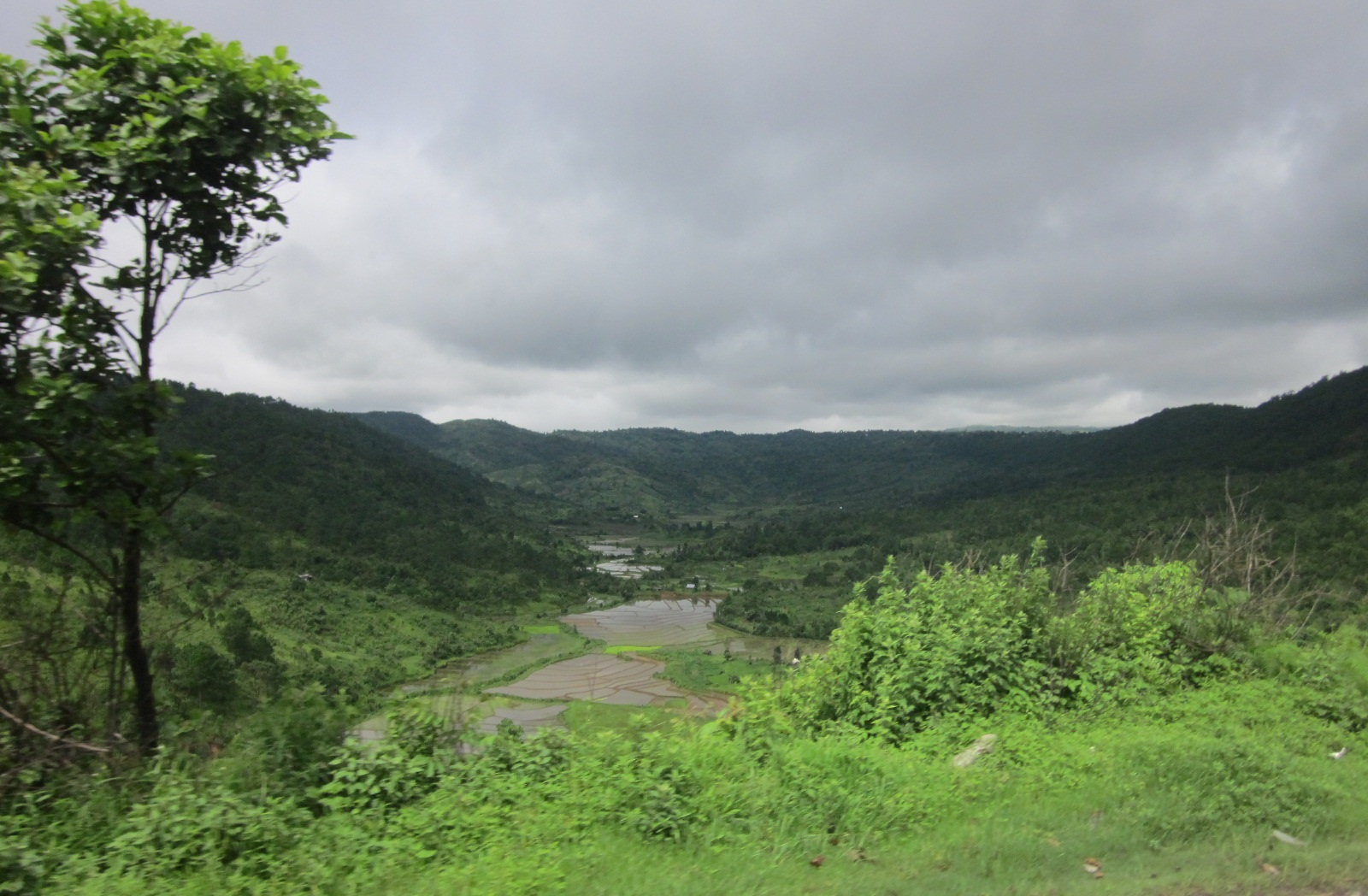
Entourée par l'Himalaya au nord, le Patkai à l'est et les monts Garo-Khasi au sud, l'Assam est relativement un État montagneux.
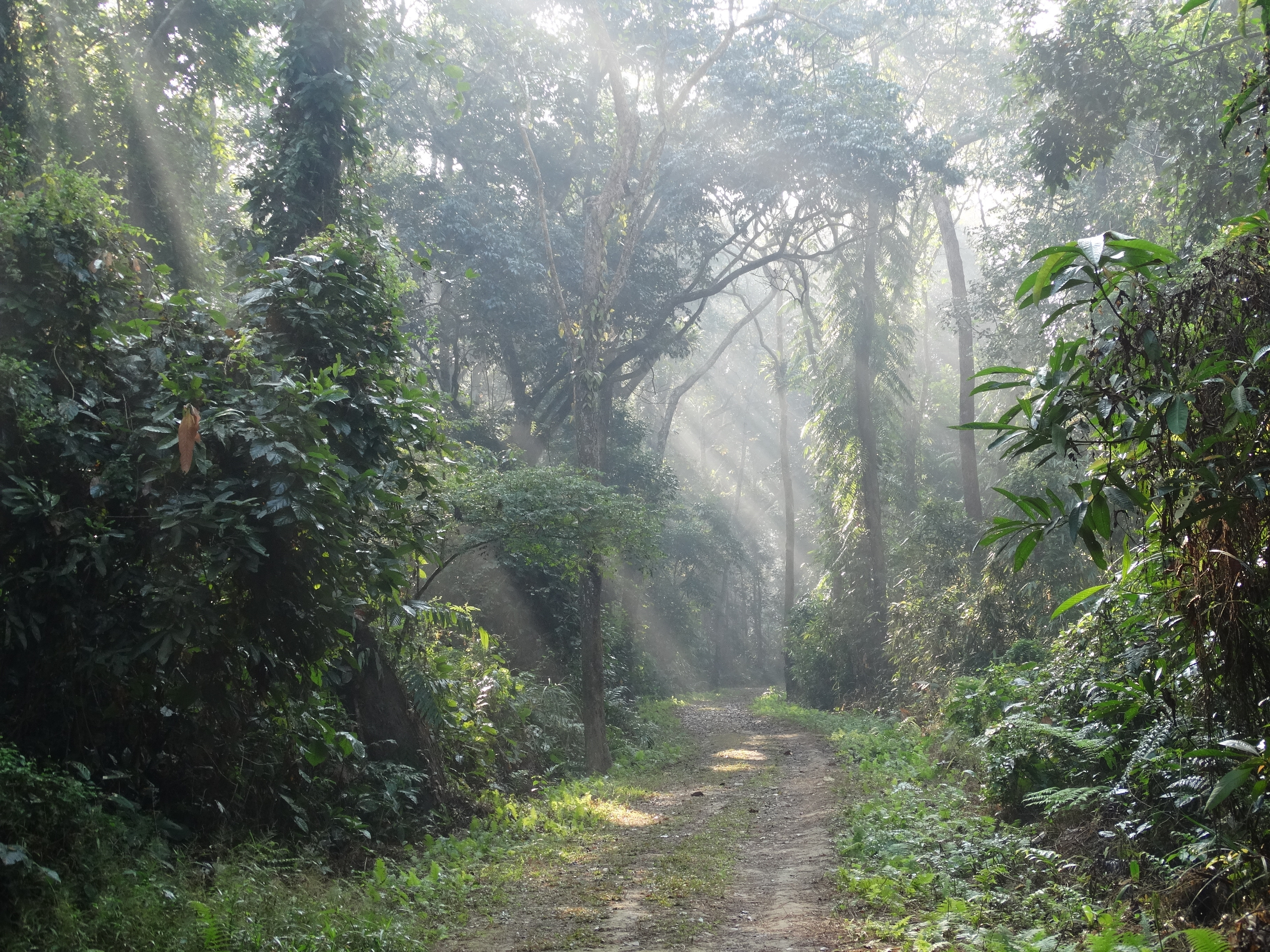
La luxuriante forêt assamaise est très menacée par les activités humaines.
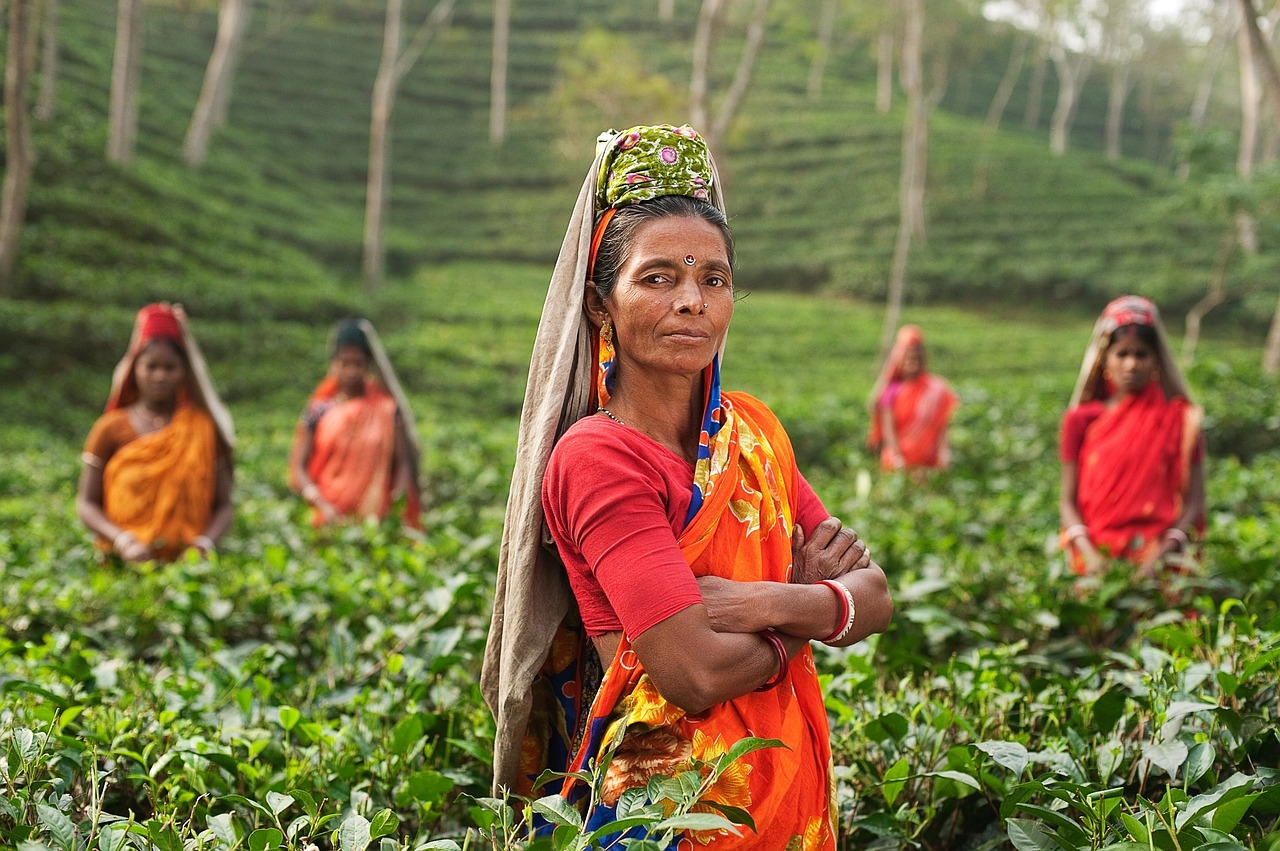
Cueilleuses de thé dans une plantation. La plupart des travailleurs sont soit originaires d'Orissa, soit issus de tribus locales.
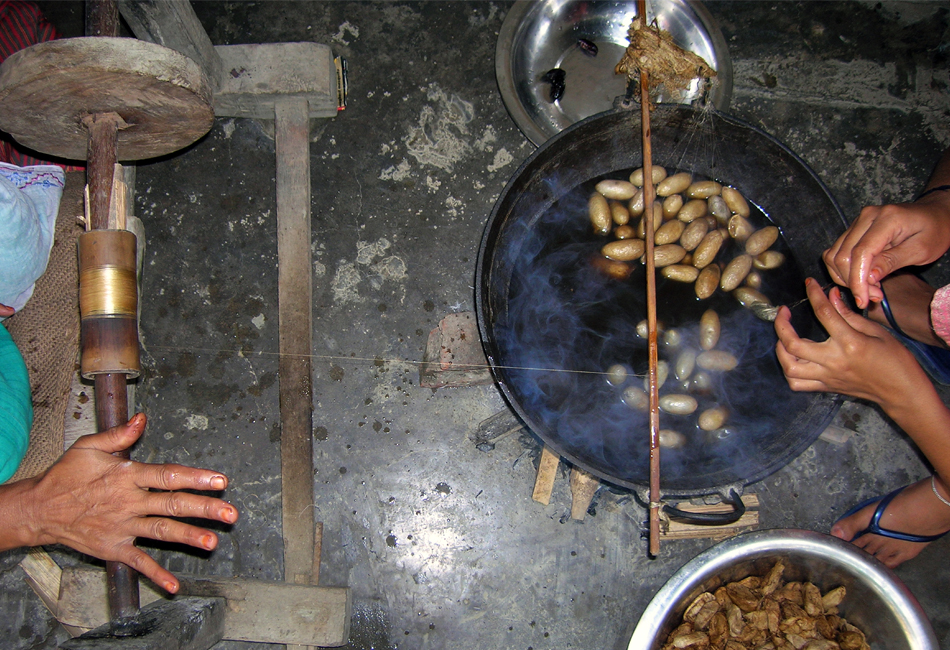
Filage de la soie à Sualkuchi, un village réputé en Inde pour son artisanat textile.